# كايل راسموسن
كايل راسموسن (بالإنجليزية: Kyle Rasmussen)‏ هو متزحلق جبال الألب أمريكي، ولد في 20 يونيو 1968 في سونورا في الولايات المتحدة.

## وصلات خارجية
- كايل راسموسن على موقع الاتحاد الدولي للتزلج (التزلج على المنحدرات الثلجية) (الإنجليزية)
- كايل راسموسن على موقع أوليمبيديا (الإنجليزية)